# Praha (Teksas)
Praha – niewielka miejscowość w USA, w południowej części stanu Teksas, 85 km na południowy wschód od Austin, w hrabstwie Fayette.
Pierwszymi osadnikami byli Amerykanie pochodzenia angielskiego, którzy nadali osadzie nazwę Mulberry. Później nazywała się również Hottentot.

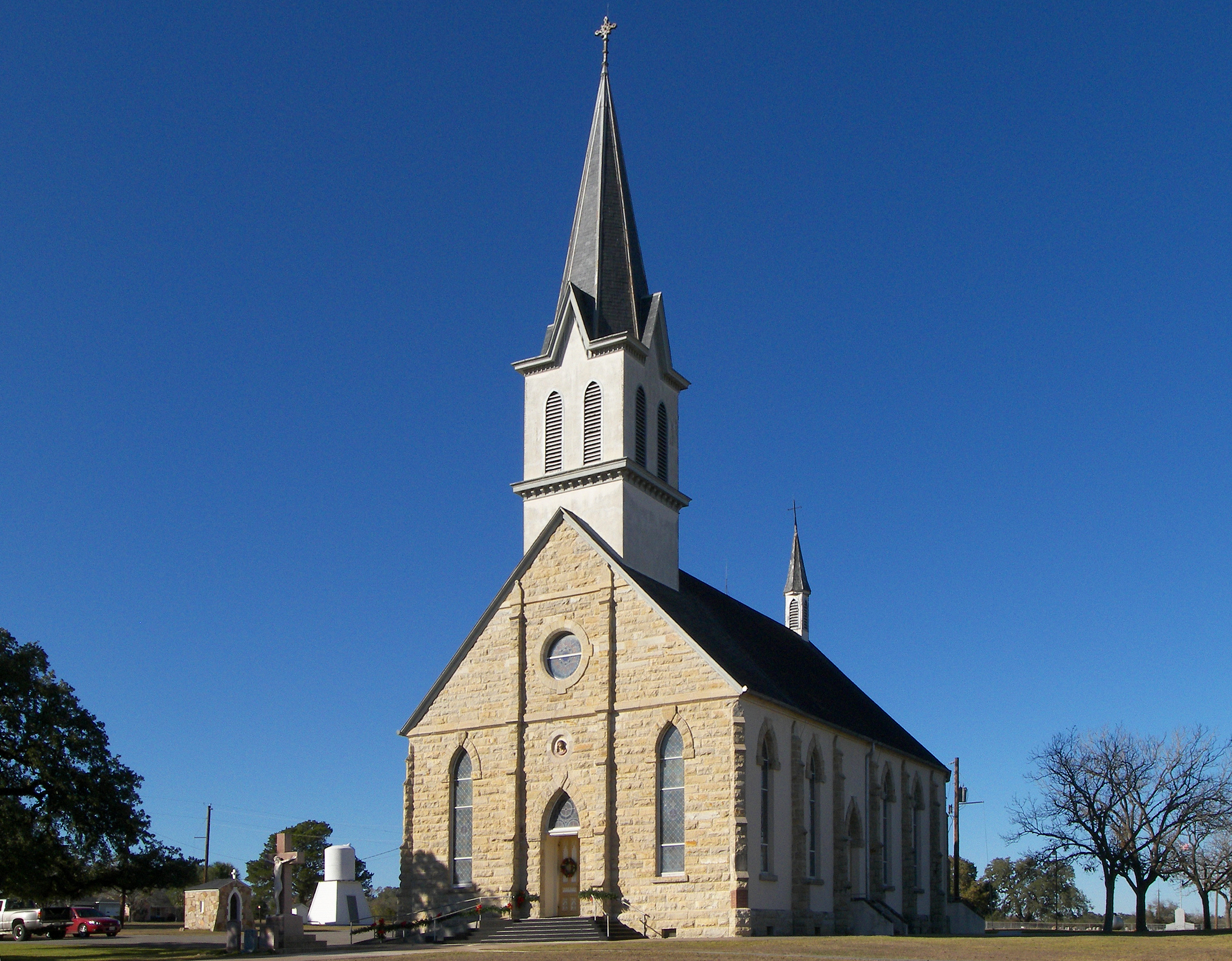
Kościół Wniebowzięcia Maryi

W latach pięćdziesiątych XIX wieku przybyło tu wielu czeskich imigrantów i w 1858 zmieniono nazwę osady na Praha (czeska nazwa Pragi). W następnych dekadach nastąpił rozwój miejscowości. W 1868 otwarto pierwszą szkołę, miejscowy kościół parafialnych obejmował zasięgiem kilka pobliskich miasteczek. W 1884 otwarto pocztę a 1896 czeską szkołę katolicką. Rozwój został powstrzymany w 1873 kiedy miejscowość została pominięta przez linię kolejową, a liczba ludności spadła z około 700 w latach 80. XIX wieku do około 25 w 1968. W 1973 zamknięto obie szkoły.
Od 1855 corocznie organizowany jest tu festiwal czeskiej kultury Praha Fest.